# Equipo Nizkor
El Equipo Nizkor es un organismo de derechos humanos especializado en derecho internacional, derechos humanos y humanitario, derechos civiles y derechos económicos y sociales.
Realizan un trabajo de digitalización de documentos en contacto con organismos y activista de derechos humanos de más de 90 países. También mantienen una red de información internacional y otra red de solidaridad urgente sobre violaciones de los derechos humanos que llega a unos 18.000 activistas y organismos de derechos humanos en lengua castellana y a unos 3.000 en lengua inglesa.
El nombre Nizkor es un verbo judío que significa "los que no olvidamos nunca" o "los que recordamos siempre" y fue adoptado por reflejar las intenciones del grupo: mantener la memoria y combatir la corrientes negacionistas de la historia por medio de la conservación de los documentos históricos.
El Equipo Nizkor es un referente en asesoría jurídica para numerosos organismos que representan a las víctimas de la vulneración de sus derechos humanos en América Latina, Europa y Estados Unidos.
Entre otras actividades participaron, en coordinación con la acusación particular, en el llamado caso Pinochet y redactaron el informe La cuestión de la impunidad en España y los crímenes franquistas.
El Equipo Nizkor está asociado con Derechos Human Rights, European Civil Liberties Network (ECLN) y la Campaña Global para la Libertad en la Internet (GILC). También colabora con la Organización Mundial Contra la Tortura.
Presidente después 1996 es Gregorio Dionis (situación javier 2011).